# Яблуниця (притока Брустурянки)
Яблуни́ця — річка в Україні, в межах Тячівського району Закарпатської області. Ліва притока Брустурянки (басейн Тиси).

## Опис
Довжина 13 км, площа водозбірного басейну 61,3 км². Похил річки 67 м/км. Річка типово гірська. Долина V-подібна — вузька і глибока, переважно заліснена (окрім високогірної частини).

## Розташування
Яблуниця бере початок на південний схід від села Лопухів, між горами Мала Куртяска і Підпула (Свидовецький масив). Тече спершу на південний захід, далі — переважно на північний захід, у пригирловій частині — на захід. Впадає до Брустурянки в південній частині села Лопухів.
- На берегах Яблуниці відсутні населені пункти (за винятком кількох присілків Лопухова), тому екологічний стан річки задовільний.